# Wengernalpbahn
Wengernalpbahn er en 19,1 km lang tandhjulsbane i Schweiz. Banen er en smalsporsbane med en sporvidde på 80 cm. Den løber fra Lauterbrunnen Banegård i bunden af Lauterbrunnental til Grindelwald via Wengen og Kleine Scheidegg, hvilket gør den til verdens længste tandhjulsbane.
Wengernalpbahn er ejet af ’Jungfraubahn Holding AG’, samme selskab, der også ejer de to baner Jungfraubahn og Bergbahn Lauterbrunnen - Mürren.
Linjen drives normalt i to sektioner med tog fra begge retninger, der har afslutning på Kleine Scheidegg. På Kleine Scheidegg station skifter næsten alle passagerer til Jungfraubahn for at fortsætte rejsen op til Jungfraujoch, der er den højest beliggende jernbanestation i Europa. Et togskifte er nødvendigt, idet Jungfraubahn opererer med en sporvidde på 1 meter. De to baner kan derfor, skønt de har samme ejer og begge betjenes af Kleine Scheidegg station, ikke bruge hinandens vogne.

## Historie
I 1875 blev de første planer om en jernbane på stedet fremlagt, men de forventede høje omkostninger betød, at koncessionen udløb. Femten år senere, i 1890, blev givet en ny 80 års koncession med ret til at bygge og drive en jernbane. Selskabet Wengernalpbahn blev herefter grundlagt.
Anlægsarbejderne påbegyndtes i 1891 og året efter kunne det første damplokomotiv afgå til Wengen den 18. april og helt til Kleine Scheidegg den 10. august. Linjen i sin fulde længde fra Lauterbrunnen til Grindelwald åbnede den 20. juni 1893, i første omgang dog kun med sommerkøreplan.
Elektrificering af linjen mellem Lauterbrunnen og Kleine Scheidegg blev afsluttet den 3. juni 1909 med en driftspænding på 1500 Volt DC, og med de elektriske lokomotiver placeret, af sikkerhedsmæssige årsager, i den lavere ende af togene. Elektrificering af strækningen mellem Grindelwald og Kleine Scheidegg fulgte den 24. juni 1910. Driften med damplokomotiver ophørte helt i 1912.
Den 7. juli 1910 åbnede en ny og længere, men mindre stejl, strækning mellem Lauterbrunnen og Wengen.
I 1913 påbegyndtes vinterkørsel mellem Lauterbrunnen og Kleine Scheidegg, mens strækningen fra Grindelwald til Kleine Scheidegg først havde vinterkørsel fra 1934.
I 1948 blev den delvist underjordiske vende-trekant på Kleine Scheidegg bygget. Det er et sidespor som gør, at det er muligt at vende hele togstammer på stationen såfremt en del af banen er lukket af fx sne.
I 1990 blev en lavine-overdækning bygget på banegården i Lauterbrunnen og i 1995 blev Wengen station udbygget med en godsterminal.

## Driften
I dag består de fleste passagertog af en motorvogn, stadig placeret i den nedre ende af toget, samt et antal passagervogne samt evt. godsvogn. De nyeste tog kan nå op på 28 km/t på de stejleste strækninger.
I perioder med spidsbelastning kan ekstra tog indsættes i driften med korte intervaller forud for de planlagte tog, så kapaciteten derved bliver optimeret i overensstemmelse med efterspørgslen. Dette kræver en fleksibel organisation og et godt overblik, ikke mindst fordi de fleste strækninger af linjen er enkeltsporede. De ekstraordinære tog udstyres med en grøn skive med en diagonal hvid streg på fronten for at informere stationspersonale og signaloperatører om, at der er et efterfølgende tog i samme retning.
Den travleste strækning af jernbanen løber fra Lauterbrunnen til Wengen, eftersom denne strækning også bruges til at transportere varer til den bilfrie by Wengen.

## Stationerne
Linjen har følgende stationer:
- Lauterbrunnen
- Wengwald
- Wengen
- Allmend
- Wengernalp
- Kleine Scheidegg
- Alpiglen
- Brandegg
- Grindelwald Grund
- Grindelwald

## Billedgalleri
- Kleine Scheidegg
- Kleine Scheidegg
- Togstamme, som den typisk er sammensat
- Bremsetandhjul på en af vognene fra Wengernalpbahn
- Tandstang til tandhjulsdrift på banegården i Lauterbrunnen
- Grindelwald Grund i vinterklæder
- Panoramatog på Kleine Scheidegg med kig mod Grindelwald

## Eksterne links
- Wikimedia Commons har flere filer relateret til Wengernalpbahn
- Jungfraubahns hjemmeside (engelsk) Arkiveret 24. november 2005 hos  Wayback Machine

46°34′34″N 7°56′38″Ø / 46.576111111111°N 7.9438888888889°Ø